# Обтурація

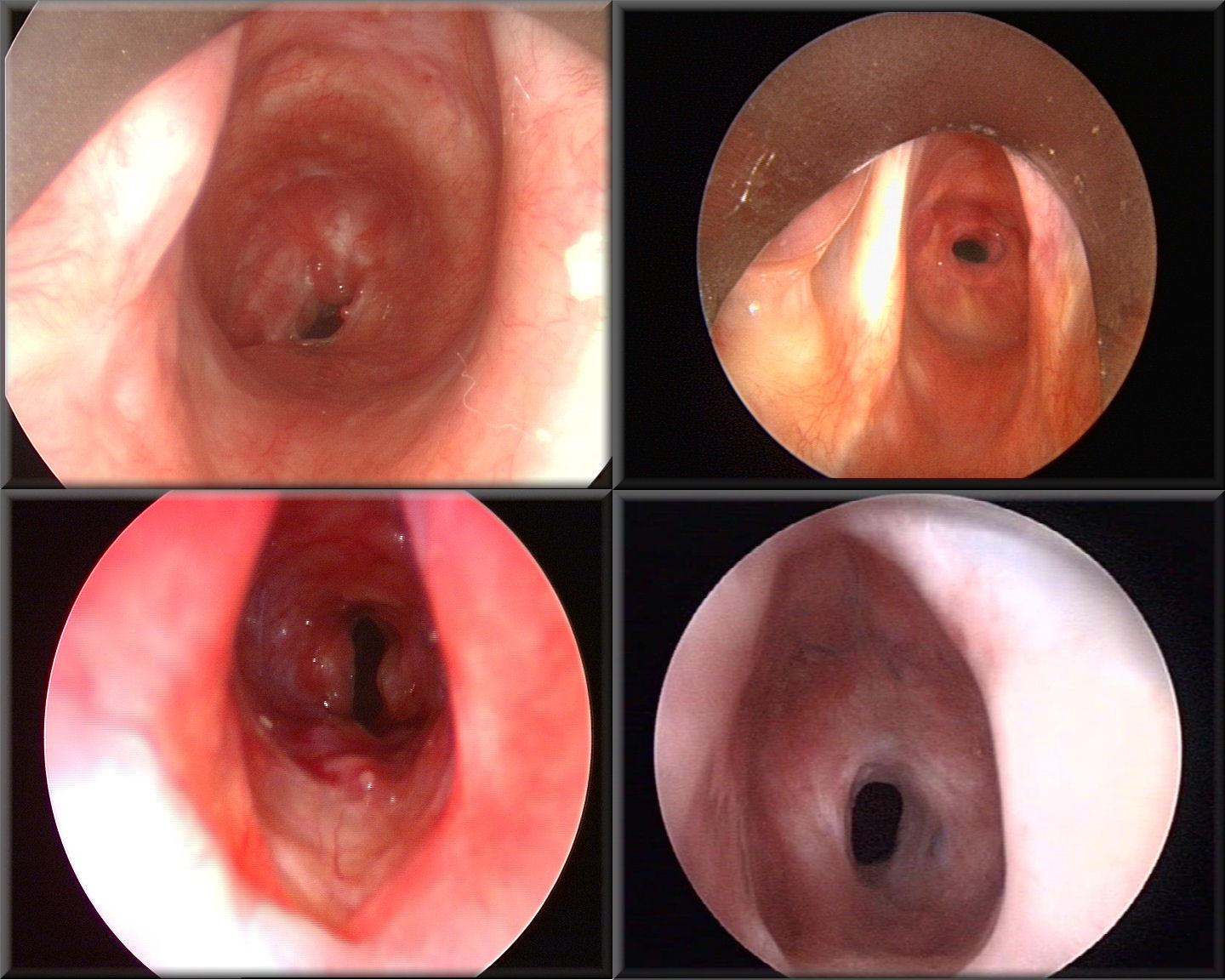
Обтурація дихальних шляхів унаслідок стенозу

Обтура́ція (лат. obturatio — «закриття», від obturare — «затуляти, затикати») — критичне звуження поперечного перетину, наприклад у кровоносних судинах, жовчній протоці, сечоводі, бронхах, кишці та інших органах. Такі зміни ведуть до зміни функціонування відповідної ділянки, наприклад, сечова обтурація призводить до сповільнення відтоку сечі.